# ギッファ
ギッファ（伊: Ghiffa）は、イタリア共和国ピエモンテ州ヴェルバーノ・クジオ・オッソラ県にある、人口約2,400人の基礎自治体（コムーネ）。

## 地理

### 位置・広がり
| 隣接するコムーネは以下の通り。括弧内のVAはヴァレーゼ県所属を示す。 - アリッツァーノ - ベーエ - カステルヴェッカーナ (VA) - ラヴェーノ＝モンベッロ (VA) - オッジェッビオ - ポルト・ヴァルトラヴァーリア (VA) - プレメーノ - ヴェルバーニア |

## 行政
- 代表: Matteo Lanino（2014年05月26日選出）

### 分離集落
ギッファには、以下の分離集落（フラツィオーネ）がある。
Bozzela,Carpiano, Cargiago, Caronio, Ceredo, Deccio, Frino, Ronco, San Maurizio, Selva, Susello